# Iglesia de San Pablo (Estrasburgo)
La iglesia de San Pablo (en francés: Église Saint-Paul) es un importante edificio de arquitectura neogótica y uno de los hitos de la ciudad de Estrasburgo, en Alsacia, Francia. La iglesia fue objeto de una clasificación al título de monumento histórico de Francia desde el 4 de mayo de 1998.
Construida entre 1892 y 1897 durante la época del Territorio Imperial de Alsacia y Lorena (1870-1918), la iglesia fue diseñada por los miembros luteranos de la guarnición imperial alemana destinada a Estrasburgo. Entre las características más llamativas de la iglesia figuran su gran altura -que contrasta con su longitud no tan grande- y el número excesivamente elevado de portadas y entradas que dan acceso a la misma (19 en total, frente a las 7 de la catedral de Estrasburgo) que son resultado de la necesidad de acomodar personal militar, incluyendo al emperador, en caso de que él llegara (el actual Palacio Imperial no está muy lejos). En 1919, después de la devolución de Alsacia a Francia, la iglesia fue entregada a la Iglesia Luterana y se convirtió en la segunda parroquia en la ciudad tras la de Santo Tomás.